# Municipio de Odell
El municipio de Odell (en inglés: Odell Township) es un municipio ubicado en el condado de Livingston en el estado estadounidense de Illinois. En el año 2010 tenía una población de 1276 habitantes y una densidad poblacional de 13,67 personas por km².

## Geografía
El municipio de Odell se encuentra ubicado en las coordenadas 40°58′10″N 88°31′44″O / 40.96944, -88.52889. Según la Oficina del Censo de los Estados Unidos, el municipio tiene una superficie total de 93.36 km², de la cual 93,28 km² corresponden a tierra firme y (0,09 %) 0,08 km² es agua.

## Demografía
Según el censo de 2010, había 1276 personas residiendo en el municipio de Odell. La densidad de población era de 13,67 hab./km². De los 1276 habitantes, el municipio de Odell estaba compuesto por el 97,81 % blancos, el 0,71 % eran afroamericanos, el 0,24 % eran asiáticos, el 0,39 % eran de otras razas y el 0,86 % eran de una mezcla de razas. Del total de la población el 1,33 % eran hispanos o latinos de cualquier raza.